# Tupou 6.
ʻAhoʻeitu Tupou 6. (tonganesisk: ‘Aho‘eitu ʻUnuakiʻotonga Tukuʻaho; født 12. juli 1959) er konge over Tonga. Han er den yngre bror og efterfølger til den afdøde kong George Tupou 5.. Han blev officielt bekræftet som sin heir presumptive efter sin broder den 27. september 2006, da hans bror ikke havde nogle børn. Han tjente som Tongas højkommissær i Australien og boede i Canberra indtil kong George Tupou 5.'s død den 18. marts 2012, hvor ʻAhoʻeitu ʻUnuakiʻotonga Tukuʻaho blev konge over Tonga med navnet ʻAhoʻeitu Tupou 6..